# Centrum Technologii Audiowizualnych
Uzasadnienie: przywrócono dawną nazwę, nie ma sensu rozdzielać na dwa artykuły

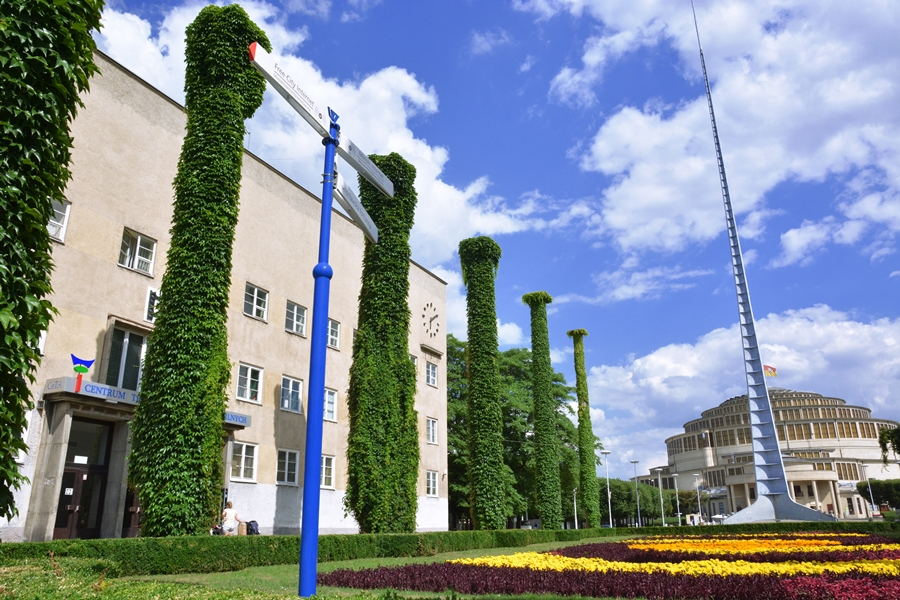
Budynek instytucji przy ulicy Wystawowej we Wrocławiu

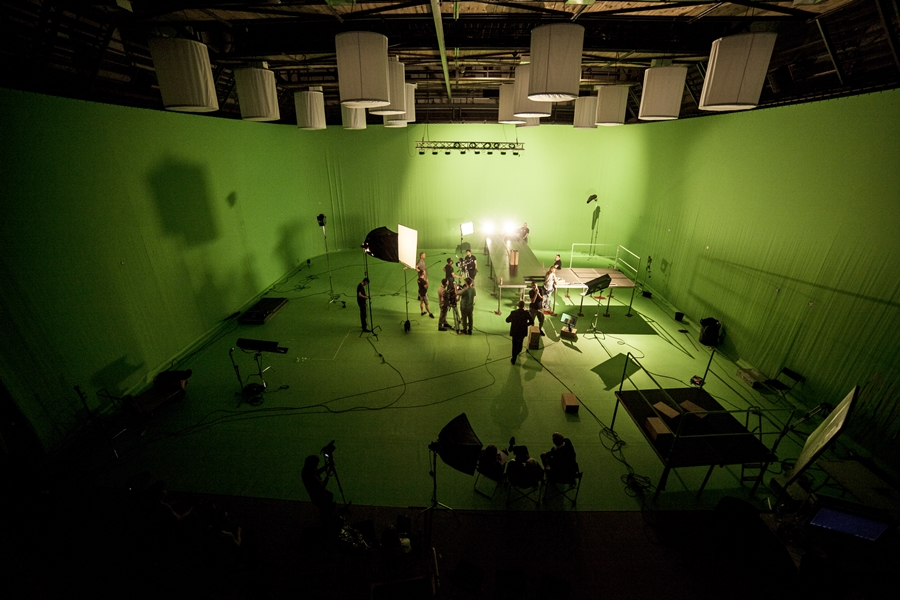
Realizacja zdjęć na greenboxie z wykorzystaniem efektów specjalnych

Centrum Technologii Audiowizualnych (CeTA) – państwowa instytucja kultury, powstała w listopadzie 2011 r. w wyniku przekształcenia Wytwórni Filmów Fabularnych we Wrocławiu (1954 – 2011). W siedzibie CeTA, zlokalizowanej tuż przy Pawilonie Czterech Kopuł i Hali Stulecia, znajdują się dwie hale zdjęciowe: studio greenbox i studio bluebox, sala kinowa, studio nagrań dźwięku, magazyn kostiumów i rekwizytów oraz pracownie komputerowe. Od 2012 instytucją zarządza dyrektor dr Robert Banasiak. Decyzją Ministra Kultury i Dziedzictwa Narodowego z dniem 1 stycznia 2024 r. dla instytucji została przywrócona nazwa Wytwórnia Filmów Fabularnych. 

## Działalność
Działalność CeTA obejmuje edukację i profesjonalizację zawodową (organizacja kursów, warsztatów, praktyk i staży) w zakresie nowych technologii i filmu (efekty specjalne oraz postprodukcja). Instytucja świadczy usługi produkcyjne i koprodukcyjne na rzecz podmiotów krajowych i zagranicznych, zapewniając dostęp do posiadanej infrastruktury i technologii. CeTA zajmuje się również tworzeniem i promowaniem technologii multimedialnych oraz upowszechnianiem kultury, poprzez organizację wydarzeń artystycznych.
W instytucji realizowano m.in. Dolinę Bogów Lecha Majewskiego, pełnometrażowy film realizowany w technologii animacji malarskiej Twój Vincent Doroty Kobieli i Hugh Welchman’a, Szczęście świata Michała Rosy. CeTA wspiera również wielu debiutantów, reżyserów filmów animowanych i dokumentalnych, współpracuje ponadto ze szkołami, uczelniami, instytucjami, organizacjami w kraju i za granicą oraz podmiotami gospodarczymi.